# Глеб Жеглов
Глеб Гео́ргиевич (Его́рович) Жегло́в — один из главных героев милицейского детективного романа братьев Вайнеров «Эра милосердия» (1976) и снятой по их же сценарию экранизации «Место встречи изменить нельзя» (1979), действие которого происходит в августе — ноябре 1945 года. Роль Жеглова в фильме сыграл Владимир Высоцкий.
Оперативный работник Московского уголовного розыска, начальник оперативной бригады отдела по борьбе с бандитизмом.

## Персонаж

### Прототип
Пётр Вайль сообщает: «Как рассказал мне писатель Георгий Вайнер, один из авторов романа „Эра милосердия“, где впервые появился Жеглов, у него был реальный прототип, с той же самой фамилией, только звали его Станислав Жеглов. Он работал в 1960-е годы в Московском уголовном розыске». Впрочем, больше эта информация нигде не подтверждается, и говорится, что в основу персонажа легли черты разных людей. Есть и указания, что Владимир Арапов (прототип Шарапова) — имел нрав крутой и характером больше походил на «киношного» Жеглова, нежели на интеллигентного Шарапова. Возможно, что одним из прототипов Жеглова был знаменитый сыщик Касриэль Рудин.

### В книге
Образ в литературном первоисточнике несколько отличается от привычной кинематографической трактовки. Согласно книге, Жеглову 25—26 лет (он всего на несколько лет старше Шарапова). Широкоплечий, ловок, подвижен, быстрые коричневые глаза навыкате. Смуглая кожа, иссиня-чёрные волосы. Очень широк в плечах.
…парень — смуглый, волосы до синевы чёрные,  глаза весёлые и злые, а плечи в пиджаке не  помещаются…
Носит штатный парабеллум в кобуре на брючном ремне — надев галифе, уже вооружён. С пистолетом не расстаётся даже когда спит — поставив на предохранитель, кладёт его под подушку. Одна из черт его характера — самолюбование. Он хочет быть лучшим во всём — начиная с блеска сапог, которые полирует беспрестанно (что очень раздражает Шарапова), и заканчивая импровизированным соревнованием на уборке картошки. Поэтому он до дерзости смел, невероятно трудоспособен, но к людям относится как к расходному материалу. Не женат, живёт в общежитии на Башиловке, позже переезжает в комнату Шарапова на Сретенке, возможно, выписываясь из общежития. По косвенным признакам можно предположить, что пользуется успехом у противоположного пола — несколько раз его сосед Шарапов замечает, как Жеглов прихорашивается, а потом не приходит ночевать.
Признался, что рос без отца, кроме него в семье четверо детей. Очевидно, выходец из крестьян.
…Батяня мой был, конечно, мужик молоток. Настрогал он нас — пять братьев и сестёр — и отправился в город за большими заработками. Правда, нас никогда не забывал — каждый раз присылал доплатное письмо. Один раз даже приехал — конфет и зубную пасту в гостинец привёз, а на третий день свёл со двора корову. И, чтобы следов не нашли, обул её в опорки. Может быть, с тех пор во мне страсть к сыскному делу?
Высшего образования, судя по всему, не имеет; на вопрос Шарапова («А ты где учился? Что закончил?») отвечает — «Девять классов и три коридора. Когда не курсы в институте заканчиваешь, а живые уголовные дела, то она — учёба — побыстрее движется. А вот разгребём с тобой эту шваль, накипь человеческую, тогда уж в институт пойдём, дипломированными юристами будем». При этом грамотен и владеет чистописанием, что также отмечает Шарапов. У него отработанная красивая подпись.
Говорухин упростил Вайнеров, Высоцкий упростил Жеглова, и таким образом получилось народное произведение (Пётр Вайль)
Начальник оперативной бригады отдела по борьбе с бандитизмом (ОББ). В МУРе больше пяти лет, то есть с 1939 или 1940 года. Чем занимался в период после окончания 9 классов (~1936 год) и до поступления на службу в милицию — неизвестно. Умеет ботать по фене. Имеющиеся награды, по словам Шарапова: «орден Красной Звезды, значки отличника милиции, парашютиста». Комсомолец.
1. Когда разговариваешь с людьми, чаще улыбайся. Первейшее это условие, чтобы нравиться людям.
2. Умей внимательно слушать человека и старайся подвинуть его к разговору о нём самом.
3. Как можно скорее найди в разговоре тему, которая ему близка и интересна.
4. С первого мига проявляй к человеку искренний интерес — понимаешь, не показывай ему интерес,
а старайся изо всех сил проникнуть в него, понять его, узнать, чем живет, что собой представляет.
5. Даже «здравствуй» можно сказать так, чтобы смертельно оскорбить человека.
6. Даже «сволочь» можно сказать так, что человек растает от удовольствия.

Уже в XXI веке Георгий Вайнер признавался: «Кто читал этот роман, те знают, что там очень осторожно и очень аккуратно, безо всяких революционных криков написано, что замечательный человек, выдающийся сыщик Глеб Жеглов является по существу сталинским палачом. Для него не существует ценности человеческой жизни, свободы, переживаний. И совершенно очевидно для тех, кто помнит немножко историю, что вслед за событиями 45-46 года, описанными в романе, наступила волна чудовищных репрессий, где именно Жегловы отличились в корпусе МВД-МГБ неслыханными злоупотреблениями, неслыханными злодействами, потому что искренняя убеждённость в правоте дела, которое они делают, безусловные личностные способности, отсутствие всяких моральных сомнений делало их страшным орудием. В романе это прослеживается, и понятно, что будет из Жеглова завтра. В фильме эта тема практически ушла, потому что исчез текст, а осталось огромное обаяние Володи Высоцкого». Иван Дыховичный добавляет: «Володя упростил это, потому что ему безумно хотелось».
Писатель-детективист Андрей Константинов считает Жеглова карьеристом: «Что касается принципиальности Жеглова […] Жеглов — тёртый калач и, безусловно, карьерист. Помните, как Груздева он легко отправил в тюрьму? Если бы не Шарапов, был бы в тюрьме Груздев, а Жеглов не маялся бы совестью».

### В фильме

#### Пробы
Эту роль он себе организовал сам.
Владимир Высоцкий был утверждён на эту роль практически сразу. Именно он «привёл» в проект режиссёра Говорухина, с которым работал ранее («Вертикаль»). «Можно сказать, что не я пригласил Высоцкого на картину „Место встречи изменить нельзя“, а он — меня, — вспоминает Говорухин. — Однажды он говорит мне „Знаешь, тут мне Вайнера сказали, что у них для меня есть хорошая роль. Ты почитай роман, мне сейчас некогда“ (…) Я взял у него роман, он назывался „Эра милосердия“, прочёл и… просто обалдел. Когда Володя приехал, я сказал ему: „Роман, действительно, классный, и роль потрясающая. Ты ничего похожего ещё не играл, представляю, как ты это сделаешь“». До этого кандидатом в режиссёры был Алексей Баталов, однако он хотел при этом и сам сыграть Жеглова.
По легенде, Высоцкий стоял у истоков создания ленты, уговорив братьев Вайнеров на написание сценария, по которому ему очень хотелось сыграть. Аркадий Вайнер вспоминает: «Высоцкий (…) буквально влюбился в Жеглова и в этот роман. Можно сказать, что это была любовь с первого взгляда. Он, получив от меня в подарок роман в день его выхода — так сказать, авторский экземпляр (их всего было 10), на другой день утром пришёл весь проникнутый этим романом и воскликнул, что именно он сыграет Жеглова, потому что больше никто так хорошо его не сыграет». Братья решили съехидничать, и заявили взамен, что эту роль хорошо бы сыграли и Сергей Шакуров, и Николай Губенко.

«Я пришёл застолбить Жеглова». — «В каком смысле „застолбить“?» Он говорит: «В буквальном смысле. Вы же не делаете вид, что не знаете, что это — сценарий гигантского многосерийного фильма, и Жеглова в этом фильме хотел бы играть я. И вообще, так, как я, вам Жеглова никто не сыграет» (из воспоминаний Аркадия Вайнера).

Впрочем, судя по воспоминаниям Говорухина, Высоцкий якобы не читал книгу к тому времени, как Вайнеры предложили ему Жеглова, но Высоцкий и Говорухин решили писателям этого не говорить.
Георгий Вайнер добавляет: «Роль писалась на Володю, и Володя с самого начала знал, что он любой ценой сыграет эту роль. Проблема была в том, что Высоцкий был не экранный артист, его не пускали на телевидение никогда, и поэтому главная задача была пробить Высоцкого на роль. Это стоило огромной крови, и надо отдать должное Говорухину, что он, будучи товарищем Высоцкого, пошел на риск закрытия картины, отстаивая именно кандидатуру Высоцкого перед всей этой чудовищной оравой с телевидения. И это удалось сделать». Аркадий дополняет, что роль Жеглова была «подогнана» под Высоцкого.
Насчёт проб Говорухин рассказывает: «Володю я мог бы утвердить и без проб, потому что для меня, как и для всех нас, было ясно, что эту роль должен играть только он. Но для проформы я сделал на эту роль несколько проб других актёров, которые заведомо не могли тягаться с Высоцким. И когда показывал их руководству, я показал и те, которые были, конечно, гораздо хуже проб Высоцкого. Начальство это очень убедило. „Конечно, только Высоцкий!“ — сказали они и довольно легко утвердили его на роль». В число «подставных» Жегловых входил Евгений Стежко (ему в итоге досталась роль Топоркова).

#### Съёмки

Внешний облик Жеглова характеризуется узнаваемым силуэтом штатской одежды, в котором ключевую роль играют брюки-галифе, сапоги и кепка. Шарапов, по контрасту, всегда одет в военную форму

При работе над образом Высоцкий дотошно расспрашивал опытных сыщиков об их работе, выяснял каждую мелочь.
Характерен облик Жеглова, созданный костюмерами. Аркадий Вайнер указывает: «Одежду для своего героя Высоцкий выбирал на костюмерном складе Одесской киностудии с художником по костюмам Акимовой. Вещи подыскивали долго и тщательно. Неизбежные для второй половины 1940-х годов элементы военной формы: галифе, сапоги. А ещё пиджак, рубашка-апаш, джемпер в полоску. Примерно так был одет киногерой Аль Пачино в одном из фильмов, который очень нравился Володе».
Высоцкий добавлял сценарий в образ и сюжет — так, именно Высоцкий придумал поместить фото Вари на стену кладовки; а с 19 по 21 и с 26 по 30 июня, пока Говорухин был в ГДР, вообще подменял его в качестве режиссёра; потом ещё раз в Москве. Говорухин упомянул две сцены, снятые Высоцким, — опознание Фокса и допрос Груздева.

В музее Одесской киностудии хранится расчётная ведомость фильма «Место встречи изменить нельзя». Согласно этому документу, Высоцкий получал 42 рубля за съёмочный день. В. Конкин получал на десять рублей больше

#### Песни
Высоцкий предложил для фильма несколько своих песен («За тех, кто в МУРе», «Песня о конце войны», «Баллада о детстве» и другие), так или иначе созвучных с сюжетом, однако они в итоге были отвергнуты Говорухиным, который считал, что они не подходят к образу Жеглова. Когда Говорухин предложил ему спеть песню А. Вертинского «Лиловый негр» (этот эпизод отсутствует в книге), Высоцкий сначала отверг эту идею. Но в итоге он согласился — однако в сериале исполнение песни под фортепианный аккомпанемент перемежается прозаическими фразами. Вдобавок, в другом навязанном ему эпизоде (предшествующем — в единственной сцене, когда Жеглов появляется в парадном милицейском кителе капитана НКВД), Высоцкий надевает китель (хотя носить эту форму сталинских времён артист также сначала отказывался категорически) и принижает его со словами: «…О, Шарапов. Моя домашняя одежда: нечто вроде пижамы. (…) Да потому, что никогда одевать не приходилось и, наверно, не придётся».
Однако воспоминания Аркадия Вайнера относительно песен опять противоречат словам Говорухина: «Высоцкий написал заготовки всех пяти песен, но, когда шли съёмки на Одесской киностудии, он вдруг сказал: „Ребята, а ведь это неправильно, если я буду выступать как автор-исполнитель. Мы тратим большие усилия, чтобы к десятой минуте первой серии зритель забыл, что я Высоцкий. Я — Жеглов. А когда я запою свою песню, все труды пойдут прахом“. Мы скрепя сердце вынуждены были с ним согласиться». Георгий Вайнер говорит то же самое: «Высоцкий сказал, попробовав разные варианты: „По-моему, это лабуда. Как только я запою, все сразу скажут: какой же это Жеглов, это Высоцкий“».

#### Трактовка образа
Георгий Вайнер хвалит исполнение Высоцкого: «Надо отметить одно важное обстоятельство: Высоцкий очень точно понимал социальную роль Жеглова… Такой яркий и сильный человек, как Жеглов, при определённых исторических предпосылках, предоставленный своим инстинктам и своему пониманию правосознания, превращается из обуха, при помощи которого держали в узде преступность, в кистень против людей порядочных».
В 1979 году критик «Литературной газеты» О. Чайковская написала: «В том-то и заслуга создателей фильма, и, прежде всего, Владимира Высоцкого: мы всё время мучаемся с характером капитана Жеглова, никак не можем понять, кто он. Столько в нём истинно братского — открыт, надёжен, всегда придёт на помощь. Но столько душевной грубости, позёрства, невыносимого самомнения, что мы в то же время (в то же самое!) не можем с ним примириться, и ощущаем его как силу опасную». Сам Высоцкий в одном из своих немногих интервью, упоминающих роль Жеглова, согласился с этим высказыванием: «Вот Ольга Чайковская — там она хорошо написала, что — я вот не понимаю, он нам нравится или не нравится, нравится или не нравится».
Писатель Эдуард Хруцкий считал Глеба Жеглова отрицательным персонажем, а появление такого яркого антигероя — прорывом в советской литературе:
«…Вообще, ограничений было множество. В Главлит, например, поступил знаменитый приказ заместителя министра внутренних дел Юрия Чурбанова, из которого следовало: литературным героям — сыщикам, следователям — запрещалось выпивать, расходиться с жёнами и, не дай бог, иметь любовницу! Для надзора за нами, писателями и журналистами, в то время существовала целая государственная система: Главлит, пресс-бюро КГБ, пресс-бюро МВД и пресс-бюро Прокуратуры СССР. Я специально рассказываю об этом цензурном маразме, чтобы было понятно: появление в литературе такого яркого антигероя, как Глеб Жеглов, — мощный прорыв братьев Вайнеров. Они уже были очень знаменитыми людьми, когда начали работать над „Эрой милосердия“. Я считаю — это их главный роман. Победа над цензурой произошла ещё и потому, что роман вышел в „Воениздате“. Военную цензуру не интересовал моральный облик сыщиков; их интересовало, нет ли в романе военных тайн — описания нового танка или дислокации войск. Ничего этого в романе не было. Так впервые в детективной литературе возник образ антигероя — высокого, с тонкой талией, цыганисто-красивого Глеба Жеглова. Он сложный человек. Мог отдать свои хлебные карточки соседке; а мог взять уголовное дело, забытое другом на столе, спрятать его и весь день наблюдать, как друг мучается. Вайнеры не любили своего героя — он больше нигде никогда не появляется, а Шарапов „переселяется“ в новую книгу „Гонки по вертикали“. Высоцкий сделал Жеглова другим. Песенное обаяние и мастерство актёра сделали из антигероя — героя. „Вор должен сидеть в тюрьме“ — это стало заповедью для многих сыщиков. Но, к сожалению, подбросить кому надо пистолет или наркотики, для некоторых стало таким же обыденным делом, как для Жеглова — запихнуть кошелёк в карман воришки Кости Сапрыкина, так незабываемо сыгранного Садальским».

#### Предпоследняя роль
Высоцкий сыграл Жеглова в 41-летнем возрасте. Две роли — Жеглова и Дона Гуана в «Маленьких трагедиях» того же 1979 года оказались последними для Высоцкого, скончавшегося на следующий год. Говорухин вспоминает: «10 мая 1978 года — первый день съёмок. И день рождения Марины Влади. Мы в Одессе, на даче нашего друга. И вот — неожиданность. Марина уводит меня в другую комнату, запирает дверь, со слезами просит: „Отпусти Володю, снимай другого артиста“. И Володя: „Пойми, мне так мало осталось, я не могу тратить год жизни на эту роль!“ Как много потеряли бы зрители, если бы я сдался в этот вечер. Однажды, когда я рассказал этот случай на встрече со зрителями, из зала пришла записка: „А стоит ли год жизни Высоцкого этой роли?“ Вопрос коварный. Если бы год, который заняли съёмки, он потратил на сочинение стихов, тогда ответ был бы однозначным: не стоит! Быть поэтом — таково было его главное предназначение в этой жизни! Но у Володи были другие планы, я знал их, и мы построили для него щадящий режим съёмок, чтобы он мог осуществить все задуманное: побывать на Таити, совершить гастрольное турне по городам Америки».
Биограф Высоцкого добавляет к этому эпизоду уговоров: «На минуту и сам Высоцкий поддаётся слабости: „Мне так мало осталось, я не могу тратить год жизни на эту роль!“ На самом деле не думает он так: не работа убивает, а ощущение безнадёжности. Жеглов как раз сейчас может вытащить. Это будет не стандартный советский милиционер, не „мент“, а персонаж вроде бальзаковского Вотрена: сам из „бывших“, досконально знает воровскую среду. В сценарии этого нет, но можно же такой подтекст чисто психологически протащить. Плюс возможность закольцевать творческую биографию, сомкнуть эту работу со своими ранними, „блатными“ песнями, показать всем, откуда они выросли. Пожалуй, „Баллада о детстве“ вполне подходит, чтобы прозвучать за кадром. И ещё можно написать о конце войны… Да, какие сомнения — сам весь этот сыр-бор затеял, сам кашу заварил. Расхлебаем!»
В 1987 году за создание образа Жеглова в телевизионном художественном фильме «Место встречи изменить нельзя» и авторское исполнение песен Владимиру Высоцкому присуждена Государственная премия СССР (посмертно).

### Дальнейшая судьба Жеглова
В XXI веке Георгий Вайнер несколько раз (см. также выше) высказывался о личности своего литературного персонажа, обозначая контуры его развития и отмечая, что кинотрактовка все упрощает: «…в сознании миллионов людей он — герой, весельчак, бескорыстный замечательный человек. Никто не понимает, что из этого парня через очень короткое время вышли те симпатичные, обаятельные молодые и бесстрашные работники МГБ, которые выворачивали руки, вышибали зубы: Они делали работу без зла и без какого-то злорадного желания мучить этих людей. Они работали как плотники: доски надо строгать, пилить». (У позднейших критиков фильма эта идея доходит до обобщений, делающих Жеглова символом эпохи: «Самый доходчивый образ тов. Сталина в отечественном кино создал — ну, кто бы сомневался — Владимир Высоцкий (…) Они там все были — сталины. Независимо от фамилии и должности — будь то Глеб Жеглов или Иосиф Джугашвили, московский мент или властелин полумира»).
Жеглов, в отличие от Шарапова (карьера которого прослежена вплоть до генерала и главы МУРа), не упоминается ни в одной из других книг Вайнеров, кроме «Эры милосердия». Тем не менее, по словам Аркадия Вайнера, ещё при жизни Высоцкого (посредине съемок фильма) он настоял на том, чтобы братья начали писать сценарий «Место встречи изменить нельзя 2», причем Высоцкий сам нашёл продолжение сюжета, раскопав историю в недрах МВД. После его ранней смерти Вайнерам показалось кощунством возвращаться к этой идее (возможно, с этим же связано «исчезновение» героя из книг — Жеглов, в отличие от Шарапова, появился на страницах только в 1976 году, и почти сразу, уже в 1979 году стал киноперсонажем).
Однако позже (в середине 1990-х, затем в конце 2000-х годов) братья вернулись к этой идее, переоценив её уже как «памятник Высоцкому». По словам Аркадия, «остались неиспользованные съемки, которых хватило бы для начала сериала. Но сериал пришлось сюжетно изменить: в самом начале Жеглов погибает в результате предательства одного из сотрудников. И остальные серии посвящены раскрытию этого предательства». Однако идея так и осталась нереализованной.

## У других авторов

### Скульптура
Памятник Владимиру Высоцкому в образе оперативника МУРа Жеглова установлен в центре Мариуполя (Донецкая область, Украина) рядом с рестораном «Место встречи».

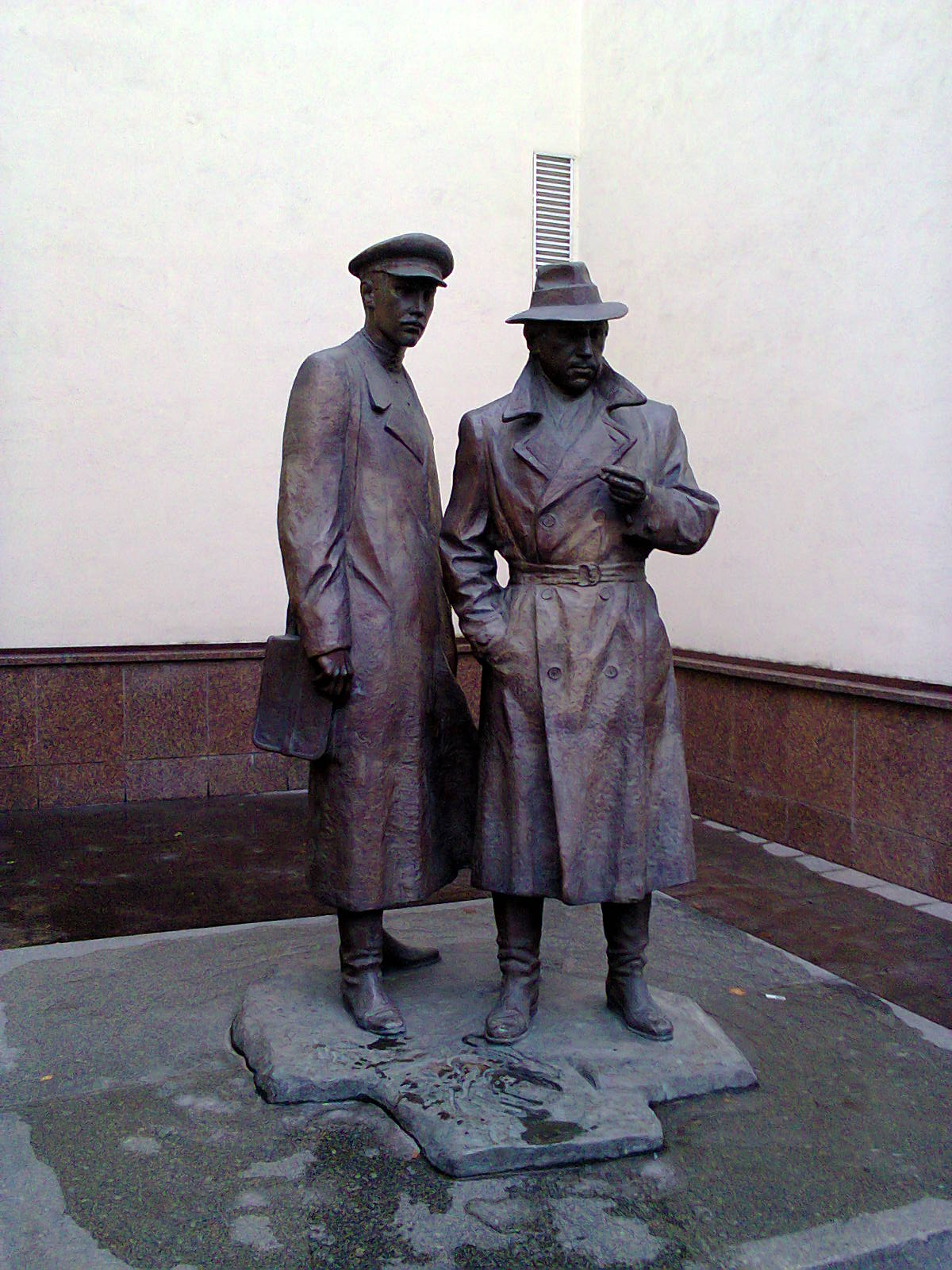
Памятник Жеглову и Шарапову в Киеве

14 апреля 2009 года, к 90-летнему юбилею уголовного розыска, памятник Жеглову и Шарапову открыли в Киеве на улице Богомольца, 10, возле здания Министерства внутренних дел Украины. На открытие памятника на «полуторке» ГАЗ-АА приехали курсанты в форме НКВД 1940-х годов, то есть времени, когда происходит действие «Эры милосердия».
В 2015 году у здания ГУ МВД России по Волгоградской области (Волгоград, улица Краснознаменская, 17) открыт памятник Глебу Жеглову и Владимиру Шарапову.
8 ноября 2016 года открыт памятник Глебу Жеглову и Владимиру Шарапову, у входа в здание ГУВД г. Москвы на Петровке, 38.
В мае 2018 года в парке «Отражение Советского Союза» города Ангарска (Иркутская область) открыт памятник Жеглову.

### Песни
Глеб Жеглов впервые появляется в песенном творчестве самого Высоцкого — в шутливой песне «Братьям Вайнерам»:

 
Граждане, ах, сколько ж я не пел, но не от лени —

Некому: жена — в Париже, все дружки — сидят.

Даже Глеб Жеглов, что ботал чуть по новой фене —

Ничего не спел, чудак, пять вечеров подряд..

Также Высоцкий упоминает о нём в песне «Я не спел вам в кино, хоть хотел…» о съёмках:

 
Я не спел вам в кино, хоть хотел,

Даже братья меня поддержали:

Там, по книге, мой Глеб где-то пел,

И весь МУР все пять дней протерпел,

Но в Одессе Жеглова зажали..

Возможно, это именно та песня, о которой вспоминает Аркадий Вайнер, рассказывая, как Высоцкий уговаривал их с братом написать продолжение: «Мы вынуждены были отказаться от продолжения, поскольку у нас был запланирован роман „Лекарство против страха“. Но надо знать упорство Высоцкого, он от нас не отступал. И однажды утром, когда собралась труппа, он спел шуточную песню „О вайнеризме“, посвященную нам с братом. Нам было это очень приятно». Всего братьям Высоцкий посвятил 2 песни.
Борис Алмазов в песне, посвящённой памяти Высоцкого (о корабле, названном в честь артиста), упоминает этого персонажа:

 
Его рулевой, крепко в палубу впаян, 

Стоял, как инспектор Жеглов.
.

В 1990 году группа «Любэ» впервые исполнила песню Александра Шаганова «Атас», посвящённую героям фильма «Место встречи изменить нельзя»:

 «Глеб Жеглов и Володя Шарапов

За столом засиделись не зря.

Глеб Жеглов и Володя Шарапов

Ловят банду и главаря…».

Героям фильма «Место встречи изменить нельзя» посвящена песня Михаила Шелега «Чёрная кошка» в жанре русского шансона:

 «Выследил Фокса капитан Жеглов. 

На допрос к Шарапову просится Груздёв»
.

## Комментарии
1. ↑  В хронологически следующем романе Вайнеров, где упоминается Шарапов («Ощупью в полдень»), действие которого происходит в 1960-е годы, не фигурирует.
2. ↑  «…написал что-то в дежурном журнале своим чётким прямым почерком, в котором каждая буковка стояла отдельно от других, будто прорисовывал он её тщательно тоненьким своим перышком „рондо“, хотя на самом деле писал он очень быстро, без единой помарки, и исписанные им страницы не хотелось перепечатывать на машинке».
3. ↑  «…подписью слитной, наклонной, с массой кружков, крючков, изгибов и замкнутою плавным круглым росчерком»
4. ↑  В книге анонсировано 6, а озвучено только 4 — Жеглов засыпает.
5. ↑  «Когда мы писали сценарий, то делали его уже с определённым прицелом — на Володю. В нашем романе Жеглов имеет иные внешние характеристики. Он у нас там большой и плечистый красавец. Это надо было менять, потому что Володя был сухонький, не такого уж высокого роста. Так что некоторые вещи надо было перестраивать применительно и к типажу, и к характеру Володи Высоцкого, что мы и делали с нашим полным удовольствием».
6. ↑  К 1979 году Пачино снялся в 9 лентах, однако понять, о чём идет речь в цитате, не удалось.
7. ↑  Этого потребовал консультант ленты — заместитель министра МВД СССР генерал-лейтенант К. И. Никитин.